# گولبورن دیوید
گولبورن دیوید (به انگلیسی: Golborne David) یک روستا و محله مدنی در بریتانیا است که در چشر غربی و چستر واقع شده‌است. گولبورن دیوید ۵۵ نفر جمعیت دارد.